# Мадад Джошгун
Mадад Джошгун (азерб. Mədəd Coşqun; полное имя — Мадад Иса оглу Исмаилов, азерб. Mədəd İsa oğlu İsmayılov; 18 июня 1938, село Каклиани, Дманисский район, Грузинская ССР) — поэт, публицист, общественный деятель, член Союза журналистов СССР, член Союза писателей Азербайджана.

## Биография
Мадад Исмаилов родился 18 июня 1938 года в селе Каклиани Дманисского района Грузии. По завершении среднего общего образования в 1959 году награжден золотой медалью «За особые успехи в учении». Выпускник историко-филологического факультета Тбилисского Государственного Педагогического Института им. А. С. Пушкина. С 1970 года и вплоть до закрытия в 1991 году возглавлял азербайджанский отдел двуязычной (грузинский и азербайджанский) газеты «Триалети» в Дманисском районе. Руководил кружком для молодых литераторов, многие из которых ныне являются известными в Азербайджане и Грузии поэтами. После закрытия азербайджанского отдела газеты «Триалети», в 1992 году учредил нелегальную газету под названием «İnam» («Вера»).

## Общественная деятельность
С 1974 года член Союза журналистов СССР. С 2006 года член Союза писателей Азербайджана. С 1990 года руководитель Дманисского отделения общественного движения «Гейрат». С 1992 года член правления общества «Борчалы».

## Творчество
С 1960 года и по сей день произведения статьи Мадада Джошгуна регулярно публикуются в СМИ Грузии и Азербайджана, как то: «Sovet Gürcüstanı» («Советская Грузия»), «Samqori», («Самгори»), «Axali Marneuli» («Новый Марнеули»), «Trialeti» («Триалети»), «Qələbə bayrağı» («Знамя Победы»), «Azərbaycan gəncləri» («Молодежь Азербайджана»), «Ədəbiyyat və incəsənət» («Литература и искусство»), «Kommunist» («Коммунист»), «Azərbaycan dünyası» («Мир Азербайджана»). Широко известная поэма М. Джошгуна «Бановша» была опубликована в 1967 году в республиканском журнале «Pioner» («Пионер»). Стихотворения Мадада Джошгуна вошли в антологии, которые издавались в Грузии и Азербайджане: «Çeşmə» («Родник»)/(Тбилиси, 1980), «Dan ulduzu» («Утреняя звезда»)/(Тбилиси, 1987), «Addımlar» («Шаги»)/ (Баку, 1994, 1995, 1997), «Ədəbi Gürcüstan» («Литературная Грузия»)/ (Тбилиси, 2007, 2012), «Azərbaycan ədəbiyyatı antologiyası» («Антология Азербайджанской литературы»)/ (Баку, 2008). Стихотворения поэта переведены на грузинский, абхазский, английский, русский и турецкий языки.
Мадад Джошгун впервые в азербайджанской поэзии написал односложные, двусложные, четырехсложные стихотворения, а также четырехсложные стихотворения со внутренней и внешней рифмой. Мадад Джошгун является переводчиком на азербайджанский язык стихотворений таких грузинских поэтов, как Николоз Бараташвили, Галактион Табидзе, Георги Церетели и др. Им были переведены с украинского языка стихи Леси Украинки, с русского — стихи А. Шигаева и Д. Кугультинова.

## Книги
- Mədəd Coşqun. Amandı, dünya, Баку, 1997.

- Mədəd Coşqun — 65, Баку, 2003.

- Mədəd Coşqun. Seçilmiş əsərləri, 1 cild, Баку, 2008.

## Фильмография
В 2017 году телеканалом «Азад Азербайджан ТВ» был снят документальный фильм «История одной любви», посвященный жизни и творчеству поэта (выход в эфир 22.01.2017). В 2018 году студия «Чагдаш» подготовила репортаж о поэте в связи с его 80-летним юбилеем.

## Дискография
Звукозапись декламаций поэта своих стихов в студии азербайджанской редакции хранятся в фонде Гостелерадио Грузинской ССР. Запись песни «Вургунум», написанной народным артистом Азербайджана композитором Нариманом Мамедовым на слова Мадада Джошгуна в исполнении народной артистки Азербайджана Ильхамы Гулиевой хранится в «Золотом фонде» Азербайджанского Телевидения и Радиовещания.